# Temnothorax angulohumerus
Temnothorax angulohumerus is een mierensoort uit de onderfamilie van de Myrmicinae. De wetenschappelijke naam van de soort is voor het eerst geldig gepubliceerd in 2010 door Zhou, Huang, Yu & Liu.